# Luisa Hippolyta Monacká
Luisa Hippolyta (10. listopadu 1697 Knížecí palác – 29. prosince 1731 Knížecí palác) byla monacká kněžna od 20. února 1731 do své smrti v prosinci téhož roku. Byla jednou z pouhých dvou žen, které vládly Monaku (spolu s lady Claudine).

## Biografie
Narodila se v Knížecím paláci v Monaku jako druhá dcera Antonína I. Monackého a Marie de Lorraine-Armagnac. Byla druhým ze šestí dětí svých rodičů a první, které přežilo dětství. Měla starší sestru, Kateřinu Šarlotu (1691–1696), a čtyři mladší sestry, Alžbětu Šarlotu (1698–1702), Markétu Kamilu (1700–1758), Marii Devotu (1702–1703) a Marii Pavlínu Teresu Devotu (1708–1726).
Protože neměla žádné bratry, stala se Luisa Hippolyta dědičkou monackého trůnu. Její otec se svolením Ludvíka XIV. rozhodl, že její budoucí manžel přijme příjmení Grimaldi a bude vládnout Monaku spolu s ní.

### Manželství
Ve věku osmnácti let se 20. října 1715 provdala za Jakuba Františka Goyona, hraběte de Matignon. Sňatek byl podporován Ludvíkem XIV., který chtěl upevnit francouzský vliv na Monako. Předtím ji byl její otec odhodlán provdat za bratrance z rodu Grimaldiů. To se neuskutečnilo kvůli špatné finanční situaci Grimaldiů v té době.[zdroj?]
Její rodiče se dostali do konfliktu, když bylo manželství Luisy Hippolyty v roce 1712 domluveno. Antonín dával přednost tomu, aby se Luisa Hippolyta provdala za hraběte de Roye, ale Marie preferovala hraběte de Chatillon a, podporována svou rodinou, odmítla přijmout Antonínova kandidáta. Toto vyvolalo spor, který trval dva roky a vyvolal hněv Ludvíka XIV. Marie přesvědčila svou dceru, aby odmítla otcovu volbu, což vedlo k tomu, že Antonín nechal Luisu Hippolytu uvěznit v klášteře. Marie opustila Monako a odcestovala do Paříže, kde Antonín brzy zjistil, že se jeho plány s jeho dcerou francouzskému dvoru nelíbí, a byl nucen propustit svou dceru z vězení a vzdát se svých plánů provdat ji za Roye. Marie dokázala přimět Antonína, aby souhlasil se sňatkem Luisy s hrabětem de Matignon. Po sňatku Luisy s Matignonem se Marie vrátila do Monaka.
Konflikty naplněné manželství jejích rodičů se ještě zhoršilo kvůli jejich neshodám ohledně jejího manželství. Luisa Hippolyta a Jakub opustili po svatbě Monako a žili ve Francii, svůj čas rozdělili mezi královský dvůr ve Versailles, Paříž a své panství v Normandii. Manželství nebylo šťastné; Luisa Hippolyta byla popisována jako plachá a submisivní osobnost, zatímco Jakub se otevřeně chlubil na královském dvoře ve Versailles svými milenkami. Po smrti své matky v roce 1724 zdědila Luisa Hippolyta značné jmění.

### Vláda
Po smrti svého otce 20. února 1731 odcestovala Luisa Hippolyta bez své rodiny z Paříže do Monaka. Dne 4. dubna 1731 se přijela do Monaka, kde se jí dostalo nadšeného přijetí od obyvatel. Jak bylo v případě panovnic zvykem, původně bylo v plánu prohlásit Jakuba za jejího spoluregenta. Ukázalo se však, že obyvatelé Monaka by uvítali, kdyby se Luisa Hippolyta stala jejich jediným vládcem. Luisa Hippolyta toho využila a sama před příjezdem Jakuba složila přísahu, prohlásila se za jediného vládce a prohlásila, že žádný vydaný rozkaz nebo zákon bez jejího podpisu nevstoupí v platnost. Má se za to, že to udělala proto, aby ochránila práva svá a svého syna před ambicemi svého manžela. Když se k ní o chvíli později připojil Jakub, přijetí obyvatel bylo mnohem chladnější. Brzy se vrátil do Francie. Kněžna Luisa Hippolyta vládla Monaku sedm měsíců. Během své krátké vlády byla populární vládkyní.
Na konci roku 1731 Luisa Hippolyta zemřela na neštovice. Po její smrti převzal moc v Monaku její manžel, její syn byl nezletilý. Jakub Monako zanedbával a v květnu 1732 musel zemi opustit. Jeho ambicí bylo být prohlášen za regenta, dokud jeho syn nedosáhne věku 25 let, poté by se měl jeho syn vzdát trůnu, což však v Monaku nebylo přijato.
Jakub 7. listopadu 1733 abdikoval ve prospěch jejich syna Honoré.

## Potomstvo
- Antoine Charles Marie (16. prosince 1717 – 4. února 1718), markýz des Baux a hrabě de Matignon, zemřel v dětství.
- Charlotte Thérèse Nathalie (19 března 1719 – 1790), jeptiška v klášteře Navštívení v Paříži.
- Honoré III. Camille Léonor (10. listopadu 1720 – 21 března 1795), nástupce svých rodičů.
- Charles Marie Auguste (1. ledna 1722 – 24. srpna 1749), hrabě de Carladés a de Matignon zemřel ve věku 27 let, svobodný a bez potomků.
- Jacques (9. června 1723 – 10. června 1723) zemřel v dětství.
- Louise Françoise (15. července 1724 – 15. září 1729), mademoiselle des Baux, zemřela v dětství.
- François Charles (4. února 1726 – 9. prosince 1743), hrabě z Thorigny, zemřel ve věku 17 let svobodný a bez potomků.
- Charles Maurice (14. května 1727 – 18. ledna 1798), hrabě de Valentinois; oženil se 10. listopadu 1749 s Marií Christine Chrétienne de Rouvrois; neměl potomky.
- Marie Françoise Thérése (20. července 1728 – 20. června 1743), mademoiselle d'Estouteville, zemřela svobodná a bez potomků.

## Předkové
|                                             |                                      |  |                                     |                                 |  |  |  |  |  |  |  | Honoré II. |
|                                             |                                      |  |                                     |                                 |  |  |  |  |  |  |  |            |
|                                             | Herkules Grimaldi                    |  |                                     |                                 |  |  |  |  |  |  |  |            |
|                                             |                                      |  |                                     |                                 |  |  |  |  |  |  |  |            |
|                                             |                                      |  |                                     | Ippolita Trivulzio              |  |  |  |  |  |  |  |            |
|                                             |                                      |  |                                     |                                 |  |  |  |  |  |  |  |            |
|                                             | Ludvík I. Monacký                    |  |                                     |                                 |  |  |  |  |  |  |  |            |
|                                             |                                      |  |                                     |                                 |  |  |  |  |  |  |  |            |
|                                             |                                      |  |                                     | Luke Spinola, Lord of Molfetta  |  |  |  |  |  |  |  |            |
|                                             |                                      |  |                                     |                                 |  |  |  |  |  |  |  |            |
|                                             | Aurelia Spinola                      |  |                                     |                                 |  |  |  |  |  |  |  |            |
|                                             |                                      |  |                                     |                                 |  |  |  |  |  |  |  |            |
|                                             |                                      |  |                                     | Pellina Spinola                 |  |  |  |  |  |  |  |            |
|                                             |                                      |  |                                     |                                 |  |  |  |  |  |  |  |            |
|                                             | Antonín I. Monacký                   |  |                                     |                                 |  |  |  |  |  |  |  |            |
|                                             |                                      |  |                                     |                                 |  |  |  |  |  |  |  |            |
|                                             |                                      |  |                                     | Antoine II of Gramont-Touloujon |  |  |  |  |  |  |  |            |
|                                             |                                      |  |                                     |                                 |  |  |  |  |  |  |  |            |
|                                             | Antoine de Gramont                   |  |                                     |                                 |  |  |  |  |  |  |  |            |
|                                             |                                      |  |                                     |                                 |  |  |  |  |  |  |  |            |
|                                             |                                      |  |                                     | Louise de Roquelaure            |  |  |  |  |  |  |  |            |
|                                             |                                      |  |                                     |                                 |  |  |  |  |  |  |  |            |
|                                             | Catherine Charlotte de Gramont       |  |                                     |                                 |  |  |  |  |  |  |  |            |
|                                             |                                      |  |                                     |                                 |  |  |  |  |  |  |  |            |
|                                             |                                      |  |                                     |                                 |  |  |  |  |  |  |  |            |
|                                             |                                      |  |                                     |                                 |  |  |  |  |  |  |  |            |
|                                             | Françoise Marguerite de Chivré       |  |                                     |                                 |  |  |  |  |  |  |  |            |
|                                             |                                      |  |                                     |                                 |  |  |  |  |  |  |  |            |
|                                             |                                      |  |                                     |                                 |  |  |  |  |  |  |  |            |
|                                             |                                      |  |                                     |                                 |  |  |  |  |  |  |  |            |
| Luisy Hippolyta Grimaldiová, kněžna monacká |                                      |  |                                     |                                 |  |  |  |  |  |  |  |            |
|                                             |                                      |  |                                     |                                 |  |  |  |  |  |  |  |            |
|                                             |                                      |  | Karel I. Lotrinský, vévoda z Elbeuf |                                 |  |  |  |  |  |  |  |            |
|                                             |                                      |  |                                     |                                 |  |  |  |  |  |  |  |            |
|                                             | Jindřich Lotrinský, hrabě z Harcourt |  |                                     |                                 |  |  |  |  |  |  |  |            |
|                                             |                                      |  |                                     |                                 |  |  |  |  |  |  |  |            |
|                                             |                                      |  |                                     | Markéta Chabotská               |  |  |  |  |  |  |  |            |
|                                             |                                      |  |                                     |                                 |  |  |  |  |  |  |  |            |
|                                             | Ludvík Lotrinský                     |  |                                     |                                 |  |  |  |  |  |  |  |            |
|                                             |                                      |  |                                     |                                 |  |  |  |  |  |  |  |            |
|                                             |                                      |  |                                     |                                 |  |  |  |  |  |  |  |            |
|                                             |                                      |  |                                     |                                 |  |  |  |  |  |  |  |            |
|                                             | Marguerite-Philippe of Cambout       |  |                                     |                                 |  |  |  |  |  |  |  |            |
|                                             |                                      |  |                                     |                                 |  |  |  |  |  |  |  |            |
|                                             |                                      |  |                                     |                                 |  |  |  |  |  |  |  |            |
|                                             |                                      |  |                                     |                                 |  |  |  |  |  |  |  |            |
|                                             | Marie Lotrinská                      |  |                                     |                                 |  |  |  |  |  |  |  |            |
|                                             |                                      |  |                                     |                                 |  |  |  |  |  |  |  |            |
|                                             |                                      |  |                                     | Charles de Neufville            |  |  |  |  |  |  |  |            |
|                                             |                                      |  |                                     |                                 |  |  |  |  |  |  |  |            |
|                                             | Nicolas de Neufville de Villeroy     |  |                                     |                                 |  |  |  |  |  |  |  |            |
|                                             |                                      |  |                                     |                                 |  |  |  |  |  |  |  |            |
|                                             |                                      |  |                                     | Jacqueline de Harlay de Sancy   |  |  |  |  |  |  |  |            |
|                                             |                                      |  |                                     |                                 |  |  |  |  |  |  |  |            |
|                                             | Catherine de Neufville de Villeroy   |  |                                     |                                 |  |  |  |  |  |  |  |            |
|                                             |                                      |  |                                     |                                 |  |  |  |  |  |  |  |            |
|                                             |                                      |  |                                     | Charles de Blanchefort          |  |  |  |  |  |  |  |            |
|                                             |                                      |  |                                     |                                 |  |  |  |  |  |  |  |            |
|                                             | Madeleine de Blanchefort Créquy      |  |                                     |                                 |  |  |  |  |  |  |  |            |
|                                             |                                      |  |                                     |                                 |  |  |  |  |  |  |  |            |
|                                             |                                      |  |                                     |                                 |  |  |  |  |  |  |  |            |
|                                             |                                      |  |                                     |                                 |  |  |  |  |  |  |  |            |